# Christian Moritz von Königsegg-Rothenfels
Christian Moritz von Königsegg-Rothenfels (Vienna, 24 novembre 1705 – Vienna, 21 luglio 1778) è stato un nobile e militare tedesco.

## Biografia

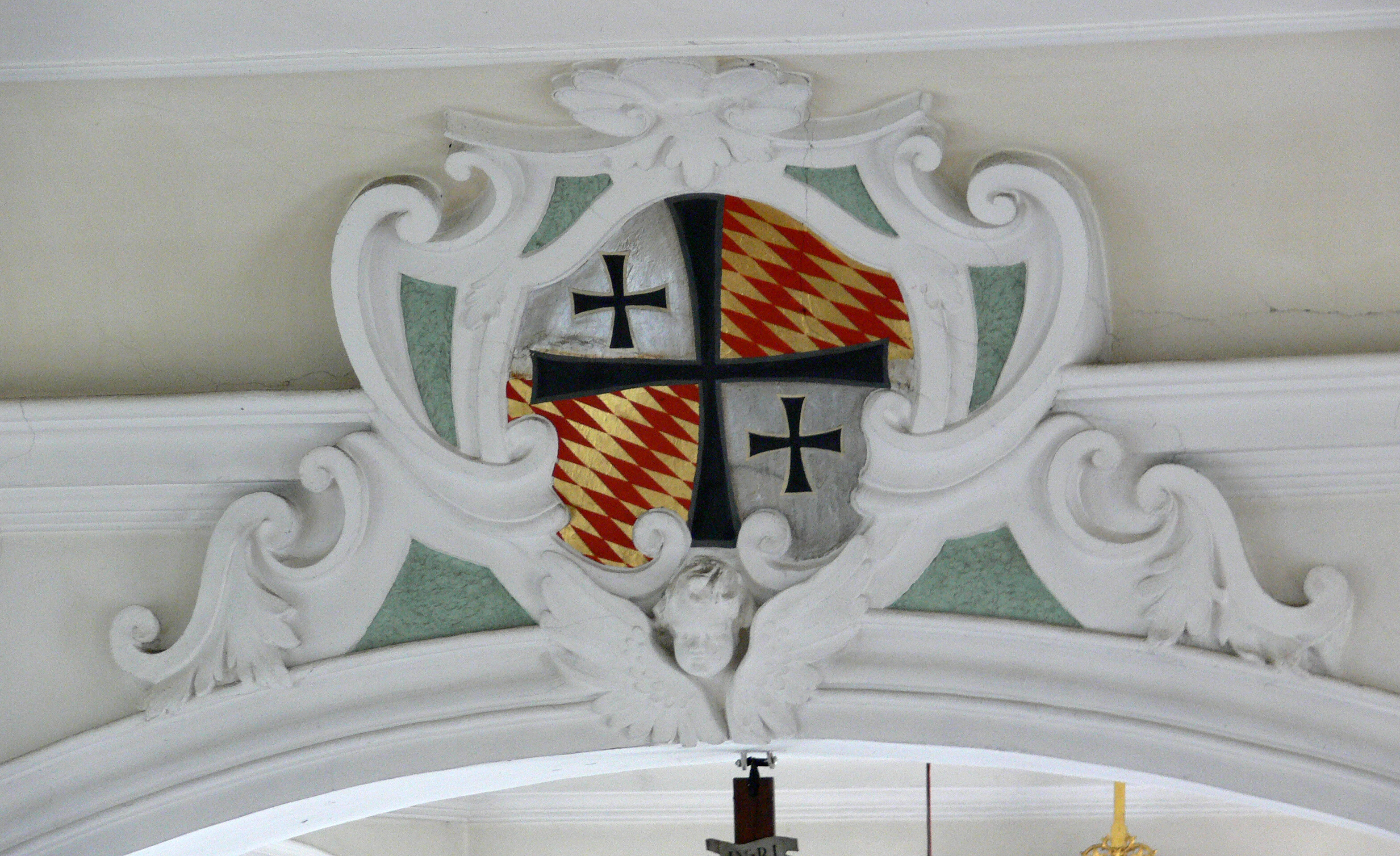
Stemma di Christian Moritz von Königsegg-Rothenfels nella parrocchia di Altshausen.

Figlio del conte Albert Eusebius von Königsegg-Rothenfels (1669 - 1736) e di sua moglie, Clara Philippina Felicitas von Manderscheid und Blankenheim (1667 - 1751), Christian Moritz era nipote del feldmaresciallo Joseph Lothar von Königsegg-Rothenfels sotto l'ala protettiva del quale iniziò la propria carriera militare giovanissimo, raggiungendo il grado di colonnello nel reggimento di proprietà di suo zio, entrando nel contempo nell'Ordine Teutonico.
Nel 1734, nell'ambito della guerra di successione austriaca, prese parte e venne ferito nella battaglia di Guastalla. Prese parte in seguito alle guerre dell'Austria contro l'Impero ottomano. Dopo la pace di Aquisgrana, ottenne il grado di Feldzeugmeister e divenne ambasciatore imperiale presso la corte dell'elettorato di Colonia a Bonn. Nella guerra dei sette anni combatté in Boemia e venne sconfitto col corpo d'armata di cui era al comando nel 1757 dai prussiani nella battaglia di Reichenberg. Malgrado ciò, nel 1758 venne nominato feldmaresciallo. Nello stesso anno venne prescelto quale commendatore del baliaggio di Alsazia e Borgogna dell'Ordine Teutonico. Investì molte delle sue sostanze nella costruzione di uno splendido palazzo dove tenne una corte che quasi lo portò sull'orlo della bancarotta. Fece inoltre costruire, sempre ad Altshausen uno splendido Sepulcrum Domini di stile barocco con un notevole apparato scenico decorativo.
Alla fine di novembre 1774 , dopo essere stato costretto a lasciare la posizione di commendatore teutonico della terra di Altshausen, si trasferì nella residenza di un suo pronipote, Fidel Anton von Königsegg-Rothenfels, a Immenstadt im Allgäu, in Algovia. Qui si dedicò ancora una volta alla ridecorazione di alcune stanze e alla costruzione di un maneggio. Nel 1776 lasciò Immenstadt e si recò a Bad Wurzach.
Morì a Vienna il 21 luglio 1778.